# Обернибесов, Евгений Максимович
 Евгений Максимович Обернибесов (Абернибесов) (?—?) — русский военный морской деятель, капитан 2-го ранга.

## Биография
Дата рождения неизвестна. Происходил из дворянской православной семьи.
Ок Морской шляхетский кадетский корпус, был произведён в мичманы и направлен на Балтийский флот. В 1793—1799 годах плавал волонтером на кораблях английской военной флотилии. Командовал транспортом № 8 в 1796—1798 годах, перевозил грузы между портами Чёрного моря. 
В 1806 году стал командиром 20-пушечного парусного фрегата «Николай Беломорский», занимал брандвахтенный пост в порту Николаева.
В чине капитан-лейтенанта «За беспорочную выслугу в офицерских чинах 18-ти шестимесячных морских кампаний» был удостоен ордена Святого Георгия 4-й степени.
Службу окончил в звании капитана 2-го ранга. Дата смерти неизвестна.

## Награды
- Награждён орденом Св. Георгия 4-й степени (№ 2248; 26 ноября 1810).
- Также награждён другими орденами Российской империи.